# Хот-род
Хот-род (англ. hot rod) — автомобиль, изначально американский, с серьёзными модификациями, рассчитанными на достижение максимально возможной скорости.
Происхождение термина «хот-род» до конца не ясно. Одна из теорий гласит, что это сокращение от англ. hot roadster (горячий родстер). Термин стал общеупотребительным в 1930—1940-х гг. для обозначения автомобиля с форсированным двигателем.
Термин появился в начале 1930-х в Южной Калифорнии, где устраивались гонки на модифицированных автомобилях по дну высохших озёр к северо-востоку от Лос-Анджелеса. Активность гонок резко усилилась после Второй мировой войны, поскольку демобилизовавшиеся солдаты имели технические знания, необходимые для ремонта и модификации автомобилей, а быстрая послевоенная смена модельных рядов американскими автомобильными фирмами резко снизила и без того невысокие цены на подержанные машины, дав людям свободный доступ к любым узлам и агрегатам. Кроме того, в 50-е годы хот-роды популяризировал кинематограф. 
Для переделки в хот-роды выбирали чаще всего именно родстеры из-за их небольшой массы. Нередко для дополнительного облегчения с автомобилей снимали крылья, капоты и другие навесные части кузова, что придавало таким машинам весьма специфический внешний вид, позже ставший своего рода классикой. Непременная принадлежность хот-родов — большие задние колеса, позволяющие максимально полно реализовать мощность двигателя.
Оригинальными хот-родами были старые машины (чаще всего Ford, особенно модели Т, модели А 1927—1931 года и модели B 1932—1934 года). 
Типичными переделками были удаление откидных верхов, капотов, бамперов, ветровых стёкол, заменялся либо настраивался двигатель (вплоть до V8 рабочим объёмом 6,6 л (400cu), устанавливались более широкие задние колеса и шины. 
После Второй Мировой войны в США осталось много небольших военных аэропортов на всей территории страны, которые были брошены или очень редко использовались. Это позволило организовать треки для дрэг-рейсинга и убрать соревнования хот-родов с улиц. В 1951 году была создана Национальная ассоциация хот-родов (National Hot Rod Association), которая устанавливает правила в гонках и организует их в США и Канаде.